# لبعا
لبعا (به عربی: لبعا) یک منطقهٔ مسکونی در لبنان است که در شهرستان جزین واقع شده‌است. لبعا ۲٫۷۷ کیلومتر مربع مساحت دارد ۳۶۰ متر بالاتر از سطح دریا واقع شده‌است.